# مورغان وليامز (لاعب اتحاد الرغبي)
مورغان وليامز (بالفرنسية: Morgan Williams) (و. 1976  م) هو لاعب اتحاد الرغبي كندي، ولد في هاليفاكس، شارك في دورة ألعاب الكومنولث 2006، مركز لعبه هو سكروم وسط ‏.

## روابط خارجية
- مورغان وليامز على موقع دوري الرغبي الممتاز (الإنجليزية)
- مورغان وليامز عل موقع إسبنسكروم (الإنجليزية)
- مورغان وليامز على موقع ItsRugby.co.uk (الإنجليزية)
- مورغان وليامز على موقع اتحاد ألعاب الكومنولث (مؤرشف) (الإنجليزية)